# Medalistki mistrzostw Polski seniorów w rzucie dyskiem
Medalistki mistrzostw Polski seniorów w rzucie dyskiem – zdobywczynie medali seniorskich mistrzostw Polski w konkurencji rzutu dyskiem.
Rzut dyskiem kobiet jest rozgrywany na mistrzostwach kraju od mistrzostw w 1924, które odbyły się w Warszawie. Pierwszą w historii mistrzynią Polski została zawodniczka AZS Warszawa Halina Konopacka, która uzyskała wynik 23,45 m. Zawody mistrzowskie w latach 1924 i 1925 były rozgrywane dyskiem o ciężarze 1,5 kg. Dopiero od 1926 używany jest dysk o ciężarze 1 kg.
Najwięcej medali mistrzostw Polski (dwadzieścia dwa) zdobyła Joanna Wiśniewska, a najwięcej złotych medali (dziesięć) – Jadwiga Wajsówna.
Aktualny rekord mistrzostw Polski seniorów w rzucie dyskiem wynosi 63,78 m i został ustanowiony przez Renatę Katewicz podczas mistrzostw w 1994 w Pile.

## Medalistki
| NR – rekord kraju \| PB – rekord życiowy \| SB – najlepszy wynik w sezonie \| NL – najlepszy wynik w polskich tabelach w sezonie |

| Mistrzostwa              | 1. miejsce                             | Rezultat | 2. miejsce                                | Rezultat | 3. miejsce                              | Rezultat |
| 1922-1923                | nie rozgrywano                         |          |                                           |          |                                         |          |
| Warszawa 1924            | Halina Konopacka AZS Warszawa          | 23,45    | Józefa Witkowska Sokół Warszawa           | 19,93    | Jarosława Szmid Polonia Warszawa        | 18,57    |
| Warszawa 1925            | Halina Konopacka AZS Warszawa          | 26,29    | Zofia Chenclewska Sokół-Grażyna Warszawa  | 22,87    | Ewa Brandt AZS Warszawa                 | 21,90    |
| Warszawa 1926            | Halina Konopacka AZS Warszawa          | 34,90    | Wanda Mierkis Sokół-Grażyna Warszawa      | 28,61    | Maria Miłobędzka AZS Warszawa           | 28,155   |
| Poznań 1927              | Halina Konopacka AZS Warszawa          | 35,68    | Maria Miłobędzka AZS Warszawa             | 27,18    | Genowefa Kobielska ŁKS Łódź             | 25,745   |
| Kraków 1928              | Halina Konopacka AZS Warszawa          | 37,24    | Irena Jaśnikowska Cracovia                | 31,91    | Halina Kotowska AZS Warszawa            | 31,82    |
| Warszawa 1929            | Irena Jaśnikowska Cracovia             | 33,20    | Wanda Mierkis Grażyna Warszawa            | 32,48    | Halina Kotowska AZS Warszawa            | 30,12    |
| Bydgoszcz 1930           | Halina Konopacka AZS Warszawa          | 36,22    | Irena Schabińska Grażyna Warszawa         | 32,86    | Wanda Mierkis Grażyna Warszawa          | 31,07    |
| Warszawa 1931            | Halina Konopacka AZS Warszawa          | 37,82    | Jadwiga Wajsówna Sokół Pabianice          | 33,47    | Krystyna Zajączkowska Grażyna Warszawa  | 32,15    |
| Łódź 1932                | Jadwiga Wajsówna Sokół Pabianice       | 42,43 NR | Jadwiga Janowska Krusche-Ender Pabianice  | 30,04    | Edyta Zylberg ŁKS Łódź                  | 29,64    |
| Królewska Huta 1933      | Jadwiga Wajsówna Sokół Pabianice       | 43,08 NR | Wanda Jasieńska AZS Poznań                | 33,75    | Genowefa Cejzik AZS Warszawa            | 33,46    |
| Warszawa 1934            | Jadwiga Wajsówna Sokół Pabianice       | 37,29    | Genowefa Cejzik AZS Warszawa              | 35,48    | Salomea Kryg Warta Poznań               | 31,57    |
| Kraków 1935              | Jadwiga Wajsówna Sokół Poznań          | 38,74    | Genowefa Cejzik AZS Warszawa              | 36,02    | Klara Gackowska Sokół Grudziądz         | 35,12    |
| Łódź 1936                | Jadwiga Wajsówna Sokół Łódź            | 42,51    | Klara Gackowska Sokół Grudziądz           | 35,72    | Genowefa Cejzik AZS Warszawa            | 35,17    |
| Bydgoszcz 1937           | Jadwiga Wajsówna Boruta Zgierz         | 40,15    | Genowefa Cejzik Strzelec Katowice         | 39,42    | Klara Gackowska Sokół Grudziądz         | 34,95    |
| Grudziądz 1938           | Klara Gackowska Sokół Grudziądz        | 35,12    | Genowefa Cejzik Strzelec Katowice         | 35,07    | Irena Dobrzańska Stadion Chorzów        | 34,27    |
| Chorzów 1939             | Jadwiga Głażewska IKP Łódź             | 36,89    | Genowefa Cejzik Polonia Warszawa          | 36,19    | Małgorzata Krüger KPW Katowice          | 35,91    |
| 1940-1944                | nie rozgrywano                         |          |                                           |          |                                         |          |
| Łódź 1945                | Jadwiga Wajsówna DKS Łódź              | 35,42    | Irena Dobrzańska Orzeł Warszawa           | 33,87    | Genowefa Cejzik Skra Warszawa           | 32,84    |
| Kraków 1946              | Jadwiga Wajsówna DKS Łódź              | 39,99    | Irena Dobrzańska Orzeł Warszawa           | 37,14    | Helena Stachowicz Legia Kraków          | 35,54    |
| Katowice 1947            | Jadwiga Wajsówna DKS Łódź              | 39,76    | Jadwiga Głażewska Zryw Łódź               | 35,13    | Helena Stachowicz Legia Kraków          | 33,90    |
| Bydgoszcz 1948           | Jadwiga Wajs-Marcinkiewicz DKS Łódź    | 39,81    | Irena Dobrzańska ZZK Warszawa             | 37,02    | Jadwiga Konik HKS Kraków                | 36,88    |
| Łódź 1949                | Irena Dobrzańska Kolejarz Warszawa     | 37,94    | Jadwiga Konik Kolejarz Kraków             | 35,82    | Janina Drzewiecka Kolejarz Gdańsk       | 35,23    |
| Kraków 1950              | Jadwiga Konik Kolejarz Kraków          | 38,05    | Irena Dobrzańska Kolejarz Warszawa        | 36,88    | Janina Drzewiecka Kolejarz Gdańsk       | 35,92    |
| Warszawa 1951            | Irena Dobrzańska Kolejarz Warszawa     | 38,92    | Jadwiga Konik Kolejarz Kraków             | 38,23    | Helena Kozłowska Spójnia Białystok      | 36,11    |
| Wrocław 1952             | Maria Wojnarowska Spójnia Gdańsk       | 39,15    | Felicja Królikowska Kolejarz Skierniewice | 37,85    | Janina Szczerbowska Kolejarz Toruń      | 36,89    |
| Warszawa 1953            | Jadwiga Konik Kolejarz Kraków          | 41,38    | Anna Iwaszkiewicz AZS Poznań              | 40,39    | Helena Kozłowska AZS Warszawa           | 39,95    |
| Warszawa 1954            | Helena Kozłowska AZS Warszawa          | 41,75    | Felicja Królikowska Kolejarz Skierniewice | 41,41    | Kazimiera Sobocińska CWKS Warszawa      | 40,19    |
| Łódź 1955                | Helena Dmowska Start Warszawa          | 44,15    | Wiesława Sankowska Kolejarz Warszawa      | 42,14    | Cecylia Lorencik AZS Gdańsk             | 41,13    |
| Zabrze 1956              | Jadwiga Klimaj OWKS Kraków             | 45,57    | Helena Dmowska Start Warszawa             | 44,63    | Kazimiera Sobocińska CWKS Warszawa      | 42,73    |
| Poznań 1957              | Helena Dmowska Warszawianka            | 47,55    | Kazimiera Sobocińska Legia Warszawa       | 46,26    | Jadwiga Klimaj Wawel Kraków             | 41,92    |
| Bydgoszcz 1958           | Helena Dmowska Warszawianka            | 47,86    | Kazimiera Sobocińska Legia Warszawa       | 46,83    | Jadwiga Klimaj Wawel Kraków             | 42,29    |
| Gdańsk 1959              | Kazimiera Rykowska Legia Warszawa      | 48,57    | Helena Dmowska Warszawianka               | 43,89    | Jadwiga Klimaj Wawel Kraków             | 43,77    |
| Olsztyn 1960             | Helena Dmowska Warszawianka            | 49,64    | Kazimiera Rykowska Legia Warszawa         | 47,98    | Zyta Mojek Stal Mielec                  | 47,82    |
| Nowa Huta 1961           | Kazimiera Rykowska Legia Warszawa      | 53,31    | Helena Dmowska Warszawianka               | 49,31    | Zyta Mojek Stal Mielec                  | 49,22    |
| Warszawa 1962            | Kazimiera Rykowska Legia Warszawa      | 48,25    | Zyta Mojek Stal Mielec                    | 48,10    | Jadwiga Kowalczuk Gwardia Warszawa      | 44,27    |
| Bydgoszcz 1963           | Kazimiera Rykowska Gwardia Warszawa    | 49,19    | Zyta Mojek Stal Mielec                    | 47,78    | Zofia Sadkowska Legia Warszawa          | 45,24    |
| Warszawa 1964            | Kazimiera Rykowska Gwardia Warszawa    | 49,09    | Zyta Mojek Stal Mielec                    | 48,32    | Jadwiga Wojtczak AZS Warszawa           | 47,52    |
| Szczecin 1965            | Kazimiera Rykowska Legia Warszawa      | 51,02    | Zyta Mojek Stal Mielec                    | 50,88    | Jadwiga Wojtczak AZS Warszawa           | 48,96    |
| Poznań 1966              | Kazimiera Rykowska Gwardia Warszawa    | 48,78    | Jadwiga Wojtczak AZS Warszawa             | 47,74    | Zyta Mojek Stal Mielec                  | 45,80    |
| Chorzów 1967             | Jadwiga Wojtczak AZS Warszawa          | 51,60    | Zyta Mojek Stal Mielec                    | 50,10    | Bolesława Hodt Gwardia Olsztyn          | 48,28    |
| Zielona Góra 1968        | Jadwiga Wojtczak Gwardia Warszawa      | 45,28    | Bolesława Hodt Gwardia Olsztyn            | 44,98    | Kazimiera Rykowska Gwardia Warszawa     | 44,90    |
| Kraków 1969              | Jadwiga Wojtczak Gwardia Warszawa      | 47,64    | Elżbieta Michalczak Polonia Warszawa      | 45,60    | Irena Paszkowska Lechia Gdańsk          | 44,94    |
| Warszawa 1970            | Jadwiga Wojtczak Gwardia Warszawa      | 52,34    | Sonia Pioseczna Górnik Zabrze             | 48,84    | Ludwika Chewińska Gwardia Warszawa      | 48,36    |
| Warszawa 1971            | Krystyna Nadolna Spójnia Gdańsk        | 51,18    | Jadwiga Wojtczak Gwardia Warszawa         | 50,90    | Elżbieta Michalczak Polonia Warszawa    | 49,98    |
| Warszawa 1972            | Krystyna Nadolna Spójnia Gdańsk        | 53,46    | Danuta Rosani Gwardia Warszawa            | 50,80    | Karolina Grzebieniak ŁKS Łódź           | 49,20    |
| Warszawa 1973            | Krystyna Nadolna NKS-AZS Warszawa      | 52,64    | Danuta Rosani Gwardia Warszawa            | 51,88    | Danuta Graizarek Śląsk Wrocław          | 50,28    |
| Warszawa 1974            | Danuta Rosani Gwardia Warszawa         | 55,38    | Halina Barucha Wisła Kraków               | 52,32    | Danuta Bazylska Górni Zabrze            | 50,58    |
| Bydgoszcz 1975           | Halina Barucha Wisła Kraków            | 56,12    | Krystyna Nadolna Spójnia Gdańsk           | 54,20    | Danuta Rosani Gwardia Warszawa          | 53,68    |
| Bydgoszcz 1976           | Danuta Rosani Gwardia Warszawa         | 59,76    | Krystyna Nadolna Spójnia Gdańsk           | 55,86    | Ludwika Chewińska Gwardia Warszawa      | 55,24    |
| Bydgoszcz 1977           | Krystyna Nadolna Spójnia Gdańsk        | 56,40    | Janina Kosiba Wisła Kraków                | 53,92    | Danuta Jabłońska Zawisza Bydgoszcz      | 53,82    |
| Warszawa 1978            | Danuta Gwardecka Gwardia Warszawa      | 54,32    | Janina Kosiba Hutnik Kraków               | 53,86    | Danuta Jabłońska Zawisza Bydgoszcz      | 53,54    |
| Poznań 1979              | Danuta Majewska Śląsk Wrocław          | 56,74    | Danuta Gwardecka Gwardia Warszawa         | 56,64    | Ewa Siepsiak Śląsk Wrocław              | 54,70    |
| Łódź 1980                | Danuta Majewska Śląsk Wrocław          | 58,46    | Danuta Gwardecka Gwardia Warszawa         | 56,82    | Ewa Siepsiak Śląsk Wrocław              | 55,02    |
| Zabrze 1981              | Danuta Majewska Śląsk Wrocław          | 58,60    | Danuta Gwardecka Gwardia Warszawa         | 55,44    | Ewa Siepsiak Śląsk Wrocław              | 54,26    |
| Lublin 1982              | Ewa Siepsiak Śląsk Wrocław             | 57,50    | Danuta Gwardecka Gwardia Warszawa         | 56,04    | Danuta Majewska Śląsk Wrocław           | 55,68    |
| Bydgoszcz 1983           | Danuta Majewska Śląsk Wrocław          | 60,02    | Ewa Siepsiak Śląsk Wrocław                | 56,50    | Janina Niżnik Hutnik Kraków             | 54,02    |
| Lublin 1984              | Ewa Siepsiak Śląsk Wrocław             | 55,16    | Renata Katewicz Start Elbląg              | 54,14    | Danuta Gwardecka Gwardia Warszawa       | 50,10    |
| Bydgoszcz 1985           | Renata Katewicz Start Elbląg           | 60,38    | Danuta Gwardecka Gwardia Warszawa         | 58,16    | Ewa Siepsiak Śląsk Wrocław              | 56,54    |
| Grudziądz 1986           | Renata Katewicz Start Łódź             | 61,16    | Ewa Siepsiak Śląsk Wrocław                | 59,88    | Danuta Zrajkowska Jagiellonia Białystok | 50,84    |
| Poznań 1987              | Renata Katewicz Start Łódź             | 59,80    | Ewa Siepsiak Śląsk Wrocław                | 53,86    | Anna Biesiadecka AZS Kraków             | 48,76    |
| Grudziądz 1988           | Renata Katewicz Start Łódź             | 62,96    | Ewa Siepsiak Śląsk Wrocław                | 53,38    | Anna Nelke Lechia Gdańsk                | 53,14    |
| Kraków 1989              | Ewa Siepsiak Śląsk Wrocław             | 54,98    | Anna Żaczek Stal Mielec                   | 52,12    | Danuta Zrajkowska Jagiellonia Białystok | 50,02    |
| Piła 1990                | Anna Żaczek Stal Mielec                | 54,88    | Renata Katewicz Start Łódź                | 52,06    | Ewa Siepsiak Śląsk Wrocław              | 51,20    |
| Kielce 1991              | Paulina Gugniewicz Lechia Gdańsk       | 55,62    | Renata Katewicz Start Łódź                | 55,38    | Ewa Siepsiak Śląsk Wrocław              | 51,68    |
| Warszawa 1992            | Renata Katewicz Zagłębie Lubin         | 60,22    | Paulina Gugniewicz Lechia Gdańsk          | 52,44    | Marzena Wysocka WLKS Siedlce            | 52,02    |
| Kielce 1993              | Marzena Wysocka WLKS Siedlce           | 60,48    | Joanna Wiśniewska Śląsk Wrocław           | 57,30    | Małgorzata Weiser Lubusz Słubice        | 51,56    |
| Piła 1994                | Renata Katewicz WLKS Siedlce           | 63,78    | Joanna Wiśniewska Śląsk Wrocław           | 55,56    | Marzena Wysocka WLKS Siedlce            | 53,26    |
| Warszawa 1995            | Joanna Wiśniewska Śląsk Wrocław        | 54,14    | Renata Tokarz AZS-AWF Kraków              | 50,10    | Agnieszka Ptaszkiewicz WKS Ciechanów    | 49,60    |
| Piła 1996                | Renata Katewicz WLKS Siedlce           | 59,74    | Joanna Wiśniewska Śląsk Wrocław           | 58,56    | Marzena Zbrojewska AZS-AWF Wrocław      | 56,36    |
| Bydgoszcz 1997           | Renata Katewicz AZS-AWF Wrocław        | 60,98    | Marzena Wysocka AZS-AWF Biała Podlaska    | 59,67    | Katarzyna Żakowicz Podlasie Białystok   | 56,56    |
| Wrocław 1998             | Marzena Zbrojewska AZS-AWF Wrocław     | 59,86    | Joanna Wiśniewska Warszawianka            | 59,67    | Renata Katewicz AZS-AWF Wrocław         | 59,28    |
| Kraków 1999              | Joanna Wiśniewska Warszawianka         | 60,75    | Marzena Wysocka AZS-AWF Biała Podlaska    | 57,82    | Marzena Zbrojewska AZS-AWF Wrocław      | 57,04    |
| Kraków 2000              | Joanna Wiśniewska Warszawianka         | 61,12    | Marzena Wysocka AZS-AWF Biała Podlaska    | 57,97    | Wioletta Potępa Skra Warszawa           | 54,03    |
| Bydgoszcz 2001           | Marzena Wysocka AZS-AWF Biała Podlaska | 62,09    | Joanna Wiśniewska Warszawianka            | 60,49    | Wioletta Potępa Skra Warszawa           | 58,31    |
| Szczecin 2002            | Joanna Wiśniewska Warszawianka         | 61,56    | Marzena Wysocka AZS-AWF Biała Podlaska    | 60,07    | Wioletta Potępa Skra Warszawa           | 57,37    |
| Bielsko-Biała 2003       | Marzena Wysocka AZS-AWF Biała Podlaska | 62,70    | Joanna Wiśniewska Warszawianka            | 62,01    | Wioletta Potępa AZS-AWF Warszawa        | 60,80    |
| Bydgoszcz 2004           | Wioletta Potępa AZS-AWF Warszawa       | 62,05    | Marzena Wysocka AZS-AWF Biała Podlaska    | 59,85    | Joanna Wiśniewska Warszawianka          | 59,56    |
| Biała Podlaska 2005      | Marzena Wysocka AZS-AWF Biała Podlaska | 63,75    | Wioletta Potępa AZS-AWF Warszawa          | 61,89    | Joanna Wiśniewska Gwardia Warszawa      | 59,69    |
| Bydgoszcz 2006           | Wioletta Potępa AZS-AWF Warszawa       | 61,46    | Joanna Wiśniewska Gwardia Warszawa        | 60,91    | Marzena Wysocka AZS-AWF Biała Podlaska  | 56,69    |
| Poznań 2007              | Wioletta Potępa AZS-AWF Warszawa       | 60,14    | Żaneta Glanc AZS Poznań                   | 57,90    | Agnieszka Krawczuk AZS-AWF Warszawa     | 54,81    |
| Szczecin 2008            | Joanna Wiśniewska Gwardia Warszawa     | 61,26    | Agnieszka Jarmużek AZS-AWF Biała Podlaska | 58,92    | Żaneta Glanc AZS Poznań                 | 58,02    |
| Bydgoszcz 2009           | Żaneta Glanc AZS Poznań                | 60,58    | Wioletta Potępa Śląsk Wrocław             | 60,17    | Joanna Wiśniewska Gwardia Warszawa      | 59,07    |
| Bielsko-Biała 2010       | Joanna Wiśniewska LKS Polkowice        | 60,48    | Żaneta Glanc AZS Poznań                   | 59,99    | Wioletta Potępa Śląsk Wrocław           | 59,40    |
| Bydgoszcz 2011           | Joanna Wiśniewska LKS Polkowice        | 59,85    | Żaneta Glanc AZS Poznań                   | 59,61    | Wioletta Potępa Śląsk Wrocław           | 57,93    |
| Bielsko-Biała 2012       | Joanna Wiśniewska LKS Polkowice        | 61,92 SB | Żaneta Glanc AZS Poznań                   | 60,80    | Wioletta Potępa Śląsk Wrocław           | 59,56 SB |
| Toruń 2013               | Żaneta Glanc AZS Poznań                | 59,13    | Joanna Wiśniewska LKS Polkowice           | 58,95    | Andżelika Przybylska Rodło Kwidzyn      | 55,07 PB |
| Szczecin 2014            | Żaneta Glanc AZS Poznań                | 60,15    | Joanna Wiśniewska LKS Polkowice           | 59,81    | Karolina Makul Śląsk Wrocław            | 58,92 PB |
| Kraków 2015              | Żaneta Glanc AZS Poznań                | 59,30    | Joanna Wiśniewska LKS Polkowice           | 58,11    | Daria Zabawska Podlasie Białystok       | 57,22    |
| Bydgoszcz 2016           | Joanna Wiśniewska LKS Polkowice        | 58,89    | Żaneta Glanc AZS Poznań                   | 58,75 SB | Daria Zabawska Podlasie Białystok       | 55,94    |
| Białystok 2017           | Lidia Augustyniak MKL Toruń            | 58,43    | Daria Zabawska Podlasie Białystok         | 58,22    | Żaneta Glanc AZS Poznań                 | 58,01    |
| Lublin 2018              | Lidia Augustyniak MKL Toruń            | 55,84    | Daria Zabawska Podlasie Białystok         | 54,89    | Monika Nowak AZS-AWF Kraków             | 51,91    |
| Radom 2019               | Daria Zabawska AZS UMCS Lublin         | 59,71    | Lidia Augustyniak MKL Toruń               | 54,61    | Karolina Urban AZS-AWFiS Gdańsk         | 53,89    |
| Włocławek 2020           | Daria Zabawska AZS UMCS Lublin         | 55,28    | Karolina Urban AZS-AWFiS Gdańsk           | 54,50    | Nina Staruch AZS-AWF Warszawa           | 49,59    |
| Poznań 2021              | Daria Zabawska AZS UMCS Lublin         | 57,90    | Karolina Urban AZS-AWFiS Gdańsk           | 57,86 PB | Karolina Sygutowska ZLKL Zielona Góra   | 52,04    |
| Suwałki 2022             | Daria Zabawska AZS UMCS Lublin         | 58,74    | Karolina Urban AZS-AWFiS Gdańsk           | 56,38    | Karolina Sygutowska ZLKL Zielona Góra   | 51,73 SB |
| Gorzów Wielkopolski 2023 | Daria Zabawska AZS UMCS Lublin         | 60,77    | Karolina Urban AZS-AWFiS Gdańsk           | 54,50    | Weronika Muszyńska AZS UMCS Lublin      | 54,42    |
| Bydgoszcz 2024           | Daria Zabawska AZS UMCS Lublin         | 60,12    | Weronika Muszyńska AZS UMCS Lublin        | 54,09    | Karolina Urban AZS-AWFiS Gdańsk         | 53,25    |

## Klasyfikacja medalowa
W historii mistrzostw Polski seniorów na podium tej imprezy stanęły w sumie 73 miotaczki. Najwięcej medali – 22 – wywalczyła Joanna Wiśniewska, a najwięcej złotych (10) – Jadwiga Wajsówna. W tabeli kolorem wyróżniono zawodniczki, którzy wciąż są czynnymi lekkoatletkami.
| Lp. | Zawodniczka            | Złoto | Srebro | Brąz | Razem |
| 1.  | Jadwiga Wajsówna       | 10    | 1      | 0    | 11    |
| 2.  | Joanna Wiśniewska      | 9     | 10     | 3    | 22    |
| 3.  | Renata Katewicz        | 8     | 3      | 1    | 12    |
| 4.  | Kazimiera Rykowska     | 7     | 3      | 3    | 13    |
| 5.  | Halina Konopacka       | 7     | 0      | 0    | 7     |
| 6.  | Daria Zabawska         | 6     | 2      | 2    | 10    |
| 7.  | Helena Dmowska         | 5     | 3      | 2    | 10    |
| 8.  | Marzena Wysocka        | 4     | 5      | 3    | 12    |
| 9.  | Żaneta Glanc           | 4     | 5      | 2    | 10    |
| 10. | Jadwiga Wojtczak       | 4     | 2      | 2    | 8     |
| 11. | Krystyna Nadolna       | 4     | 2      | 0    | 6     |
| 12. | Danuta Majewska        | 4     | 0      | 2    | 6     |
| 13. | Danuta Rosani          | 3     | 7      | 2    | 12    |
| 14. | Ewa Siepsiak           | 3     | 4      | 6    | 13    |
| 15. | Wioletta Potępa        | 3     | 2      | 7    | 12    |
| 16. | Jadwiga Kowalczuk      | 3     | 2      | 5    | 10    |
| 17. | Irena Dobrzańska       | 2     | 4      | 1    | 7     |
| 18. | Lidia Augustyniak      | 2     | 1      | 0    | 3     |
| 19. | Klara Gackowska        | 1     | 1      | 2    | 4     |
| 20. | Anna Żaczek            | 1     | 1      | 1    | 3     |
| 21. | Halina Barucha         | 1     | 1      | 0    | 2     |
| 21. | Jadwiga Głażewska      | 1     | 1      | 0    | 2     |
| 21. | Paulina Gugniewicz     | 1     | 1      | 0    | 2     |
| 21. | Irena Jaśnikowska      | 1     | 1      | 0    | 2     |
| 25. | Marzena Zbrojewska     | 1     | 0      | 2    | 3     |
| 26. | Maria Wojnarowska      | 1     | 0      | 0    | 1     |
| 27. | Genowefa Cejzik        | 0     | 5      | 4    | 9     |
| 28. | Zyta Mojek             | 0     | 5      | 3    | 8     |
| 29. | Karolina Urban         | 0     | 4      | 3    | 7     |
| 30. | Wanda Mierkis          | 0     | 2      | 1    | 3     |
| 30. | Janina Niżnik          | 0     | 2      | 1    | 3     |
| 32. | Felicja Królikowska    | 0     | 2      | 0    | 2     |
| 33. | Bolesława Hodt         | 0     | 1      | 1    | 2     |
| 33. | Elżbieta Michalczak    | 0     | 1      | 1    | 2     |
| 33. | Maria Miłobędzka       | 0     | 1      | 1    | 2     |
| 33. | Weronika Muszyńska     | 0     | 1      | 1    | 2     |
| 37. | Zofia Chenclewska      | 0     | 1      | 0    | 1     |
| 37. | Anna Iwaszkiewicz      | 0     | 1      | 0    | 1     |
| 37. | Jadwiga Janowska       | 0     | 1      | 0    | 1     |
| 37. | Agnieszka Jarmużek     | 0     | 1      | 0    | 1     |
| 37. | Wanda Jasieńska        | 0     | 1      | 0    | 1     |
| 37. | Sonia Pioseczna        | 0     | 1      | 0    | 1     |
| 37. | Wiesława Sankowska     | 0     | 1      | 0    | 1     |
| 37. | Irena Schabińska       | 0     | 1      | 0    | 1     |
| 37. | Renata Tokarz          | 0     | 1      | 0    | 1     |
| 37. | Józefa Witkowska       | 0     | 1      | 0    | 1     |
| 47. | Janina Drzewiecka      | 0     | 0      | 3    | 3     |
| 48. | Ludwika Chewińska      | 0     | 0      | 2    | 2     |
| 48. | Danuta Jabłońska       | 0     | 0      | 2    | 2     |
| 48. | Halina Kotowska        | 0     | 0      | 2    | 2     |
| 48. | Helena Stachowicz      | 0     | 0      | 2    | 2     |
| 48. | Karolina Sygutowska    | 0     | 0      | 2    | 2     |
| 48. | Danuta Zrajkowska      | 0     | 0      | 2    | 2     |
| 54. | Danuta Bazylska        | 0     | 0      | 1    | 1     |
| 54. | Ewa Brandt             | 0     | 0      | 1    | 1     |
| 54. | Karolina Grzebieniak   | 0     | 0      | 1    | 1     |
| 54. | Agnieszka Krawczuk     | 0     | 0      | 1    | 1     |
| 54. | Małgorzata Krüger      | 0     | 0      | 1    | 1     |
| 54. | Salomea Kryg           | 0     | 0      | 1    | 1     |
| 54. | Cecylia Lorencik       | 0     | 0      | 1    | 1     |
| 54. | Karolina Makul         | 0     | 0      | 1    | 1     |
| 54. | Anna Nelke             | 0     | 0      | 1    | 1     |
| 54. | Monika Nowak           | 0     | 0      | 1    | 1     |
| 54. | Irena Paszkowska       | 0     | 0      | 1    | 1     |
| 54. | Andżelika Przybylska   | 0     | 0      | 1    | 1     |
| 54. | Agnieszka Ptaszkiewicz | 0     | 0      | 1    | 1     |
| 54. | Zofia Sadkowska        | 0     | 0      | 1    | 1     |
| 54. | Nina Staruch           | 0     | 0      | 1    | 1     |
| 54. | Jarosława Szmid        | 0     | 0      | 1    | 1     |
| 54. | Małgorzata Weiser      | 0     | 0      | 1    | 1     |
| 54. | Krystyna Zajączkowska  | 0     | 0      | 1    | 1     |
| 54. | Edyta Zylberg          | 0     | 0      | 1    | 1     |
| 54. | Katarzyna Żakowicz     | 0     | 0      | 1    | 1     |

## Zmiany nazwisk
Niektóre zawodniczki w trakcie kariery lekkoatletycznej zmieniały nazwiska. Poniżej podane są najpierw nazwiska panieńskie, a następnie po mężu:
Anna Biesiadecka → Anna Żaczek
Danuta Graizarek → Danuta Majewska
Wanda Jasieńska → Wanda Komar
Genowefa Kobielska →  Genowefa Cejzik
Janina Kosiba → Janina Niżnik
Bolesława Kołpuć → Bolesława Hodt
Jadwiga Konik → Jadwiga Klimaj → Jadwiga Kowalczuk
Helena Kozłowska → Helena Dmowska
Danuta Rosani → Danuta Gwardecka
Kazimiera Sobocińska → Kazimiera Rykowska
Janina Świerzyńska → Janina Drzewiecka → Janina Szczerbowska
Jadwiga Wajsówna → Jadwiga Marcinkiewicz